# Aegialia rufa
Aegialia rufa es una especie de escarabajo del género Aegialia, tribu Aegialiini, familia Scarabaeidae. Fue descrita científicamente por Fabricius en 1792.
Se distribuye por Reino Unido de Gran Bretaña e Irlanda del Norte, Dinamarca, Países Bajos, Noruega, Estados Unidos, Alemania, Estonia, Suecia y Ucrania. La especie se mantiene activa entre marzo y junio.